# Alfonso Giraldo Bergaz
Alfonso Giraldo Bergaz (Múrcia, 23 de gener de 1744 - Madrid, 19 de novembre de 1812) va ser un escultor espanyol.
És el fill de l'escultor Manuel Bergaz, es va traslladar a Madrid amb la seva família molt jove, on es va estar formant amb l'escultor de càmera de Ferran VI, en aquell moment Felip de Castro. Va guanyar la medalla d'or l'any 1763 al concurs de segona classe d'escultura de l'Acadèmia i el 1766 es presenta al concurs d'escultura de primera classe i guanya el segon premi.

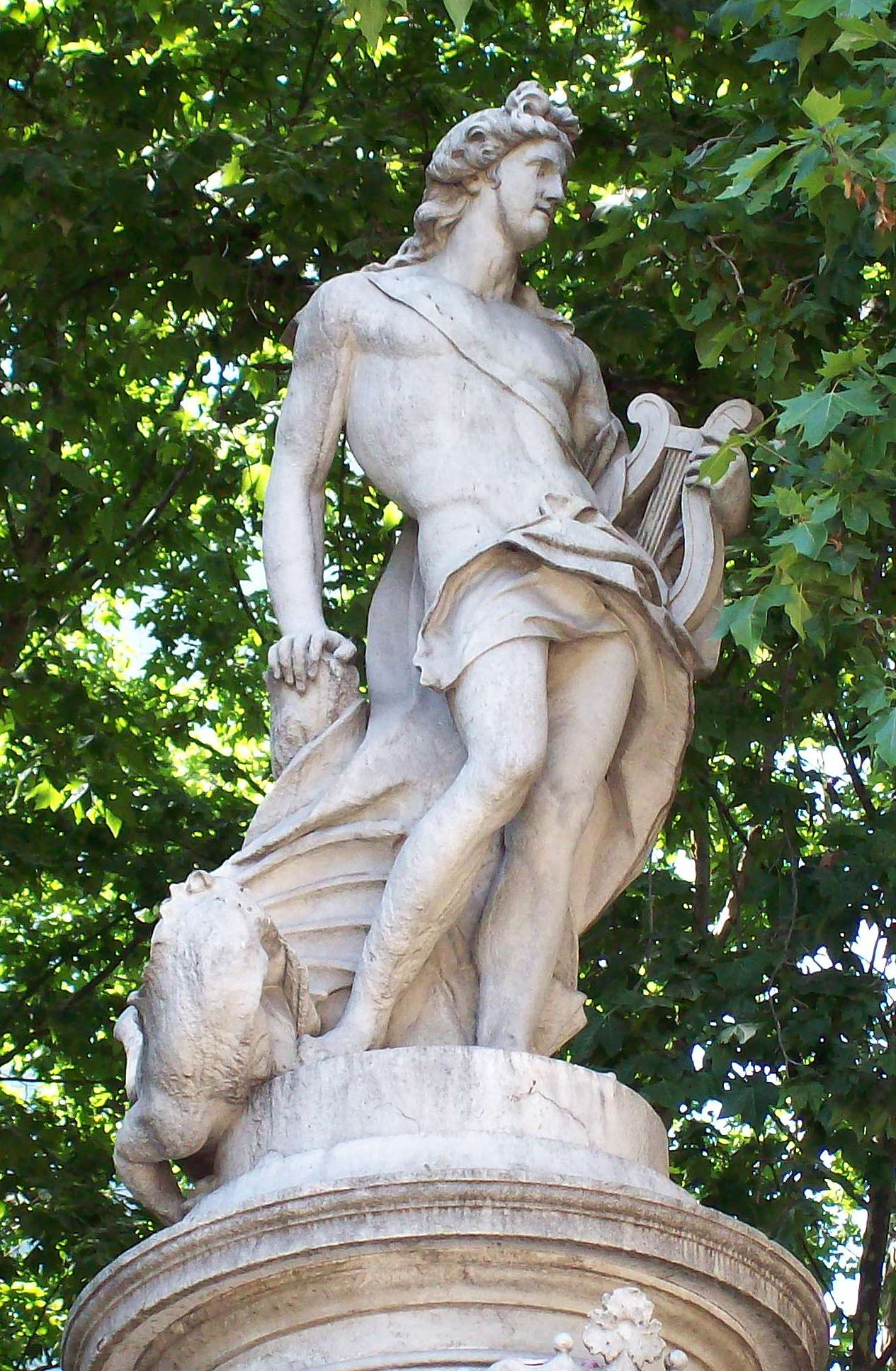
Font d'Apol·ló a Madrid

L'any 1744 va ser nomenat d'acadèmic de mèrit de la Reial Acadèmia de Belles Arts de San Fernando, sent nomenat director de la mateixa l'any 1807. Amb ocasió de la coronació de Carles IV el 1789 i per encàrrec de l'arquitecte Juan Pedro Arnal, va decorar amb escultures i ornats diverses façanes de Madrid, com la Reial Casa de Correus, Reial Acadèmia de les tres nobles Arts i la casa del marquès d'Astorga.
Juntament amb l'escultor Juan Adán, va col·laborar el 1791 per a la realització del templet, que en principi havia de ser per al creuer de la catedral de Salamanca, però per raons econòmiques no va arribar a col·locar-se. Amb Juan Adán va realitzar els àngels de marbre per al templet de l'altar major de la catedral de Jaén.
Va fer nombroses obres per a esglésies i ordes religiosos, com el retaule major per a la parròquia de Renteria, les escultures de Sant Francesc de Sales i Santa Juana Francisca Frémyot para la façana de les Salesses Reials a Madrid, talla de San Francesc per Laguardia. Per a la plaça major de Burgos va realitzar l'estàtua de Carles III el 1783. La seva última obra l'any 1807 va ser la gran talla del Crist de l'Agonia que es troba a l'interior de l'església de Sant Ginés de Madrid.